# Trichomanes pellucens
Trichomanes pellucens là một loài thực vật có mạch trong họ Hymenophyllaceae. Loài này được Kunze miêu tả khoa học đầu tiên năm 1834.